# Санча Майоркска
Санча Майоркска или Санча Арагонска е неаполитанска кралица, съпруга на неаполитанския крал Робер Анжуйски.

## Произход и брак
Санча е дъщеря на краля на Майорка Хайме II и на съпругата му Ескларамунда дьо Фоа. По бащина линия Санча е внучка на арагонския крал Хайме I Арагонски и на унгарската принцеса Йоланда Арпад.
През юли 1304 г. Санча се омъжва за Робер Анжуйски, който е трети син на неаполитанския крал Шарл II Анжуйски и на унгарската принцеса Мария Арпад. Съпругът на Санча вече има един брак, но първата му съпруга – Йоланда Арагонска, умира през 1302 г.

## Кралица на Неаполитанското кралство
Робер Анжуйски наследява неаполитанския престол през 1309 г., а Санча става кралица на Неапол. Бракът им обаче остава бездетен, поради което Санча няколко пъти отправя молба до римския папа за разтрогването на брака ѝ, изтъквайки пред светия отец желанието си да се замонаши.
Робер умира през 1343 и е наследен на престола от внучка си Джована I Неаполитанска. Съгласно неговото завещание тя изпълнява функцията на регент. Санча остава в неаполитанския двор още една година, оказвайки през това време подкрепа на кралицата срещу различните фракции в двора. Неефективността на регентския съвет обаче принуждава папата, в качеството му на управител на папската област, да наложи пряко управление, като изпрати легат.
На първата годишнина от смъртта на съпруга си 20 януари 1344 година и под влиянието на нейните изповедници, Санча официално се отказва от регентството и става монахиня в манастира „Санта Мария дела Кроче“ в Неапол. Там бившата неаполитанска кралица умира като монахиня една година по-късно, на 28 юли 1345 г.